# Paratropeza papuana
Paratropeza papuana är en tvåvingeart som beskrevs av Paramonov 1964. Paratropeza papuana ingår i släktet Paratropeza och familjen parasitflugor. Inga underarter finns listade i Catalogue of Life.